# B29より高く飛べ
『B29より高く飛べ！』は、工学者・一色尚次（いっしきなおつぐ、1922年11月1日 - 2013年6月22日）の回顧録である。
1922年、千葉県に生まれ東京帝国大学、航空原動機学科に入学した一色は、在学中に陸軍航空技術研究所に動員され、過給機開発に従事し、乗鞍山頂の陸軍高空航空実験室で排気タービンの実験や東大航空研究所でのパルスジェットの研究に従事した。戦後は運輸省運輸技術研究所や船舶技術研究所に入所し、蒸気タービン時代の青函連絡船を見聞し、また1年間フルブライト留学生として渡米し、1968年から東京工業大学教授、1984年から日本大学の教授を務めた。
回顧されるエピソードは戦中の軍事研究と、戦死した同世代の若者たちとの交流や、洞爺丸のボイラー室や1950年代のアメリカの原子力船「サバンナ号」の視察の経験や、1970年代からのスターリング・エンジンの開発経験および、自ら、発明した蒸気タービン用メカニカルやZクランクや濃度差エネルギー機関などについてである。スターリング・エンジンについては、大出力をだそうとすると構造が複雑化し、熱交換器を含めた装置の重量が大きくなり、コスト高になり、軍用を除き、中型、大型のスターリング・エンジンは実用化が難しいと結論している。蒸気エンジンとスターリングを組み合わせた新しい方式SRSEについても紹介されている。